# Romet
A Romet sp. z o.o., korábban Arkus & Romet Group – Arkus, Delta, Romet és Univega márkájú kerékpárokat gyártó lengyel vállalat. A korábbi Zakłady Rowerowe "Romet" vállalat és márka folytatója. A vállalat egyik részlege Romet Motors néven a Romet márkanév alatt mopedek, robogók és motorkerékpárok gyártásával és lengyelországi értékesítésével foglalkozik. A 100%-ban lengyel tőkével rendelkező vállalat. Jelenleg a legnagyobb kerékpárgyártó Lengyelországban, és Európa egyik legjelentősebb kerékpárgyártója. Gyáraiban évente mintegy 400 ezer kerékpárt gyárt, ami a lengyelországi össztermelés ⅓-át teszi ki. A Romet gyárai a Debica melletti Podgrodzie-ban és az észak-lengyelországi Jastrówban található központban, valamint egy logisztikai központban Kowalewóban. Teljes területük 65 000 m². A teljes termelés jelentős részét a nyugat-európai piacokra, többek között Németországba, Nagy-Britanniába, Ausztriába, Belgiumba, Svédországba, Spanyolországba és a Cseh Köztársaságba exportált kerékpárok teszik ki. Jelenleg a Romet gyár kerékpárjait világszerte 32 piacon értékesítik.

## Történet

### 1991-2005
Az Arkus & Romet Group Sp. z o.o. kezdetei 1991-re nyúlnak vissza. Abban az időben Wiesław Grzyb, a kerékpárgyártáshoz kapcsolódó vállalkozó megalapította az Arkus S.C. polgári társaságot. A vállalat tevékenysége kezdetben a keletről, főként Ukrajnából származó kerékpárok importjára terjedt ki. Az Arkus S.C. lett a tulajdonosa a Dębica melletti Podgrodzie-ban lévő telephelynek, ahol 1995 végén létrehozták az első gyárat, és ahol a kerékpárok gyártása megkezdődött. 1999-ben Wiesław Grzyb megvásárolta az akkor csődbe ment jastrońi Romet gyárat, amely gyermek- és ifjúsági kerékpárok gyártására szakosodott, egy évvel később pedig a Kowalewo Wielkopolskie-i Romet gyár tulajdonosa lett. Wiesław Grzyb ekkor vásárolta meg a Romet márka jogait, valamint a Jubilat és a Wigry modellek nevét is. 2001-ben megalakult az Arkus korlátolt felelősségű társaság.

### 2005-2011
2005-ben a Romet, Jubilat és Wigry védjegyek jogait az újonnan létrehozott Arkus & Romet Group sp. z.o.o. szerezte meg, amely az Arkus Sp. z o.o. és a Fabryka Rowerów Romet – Jastrowie Sp. z o.o. egyesülésével jött létre. Két évvel később a Dębica melletti Podgrodzie-ban a kerékpárgyár mellett megnyílt egy üzem, amely a Romet márka robogókat és motorkerékpárokat gyártott, és amely egy külön csoporton belül működött – Romet Motors. 2008 végén újraindult a kerékpárok értékesítése a Romet márkanév alatt. 2009-ben az Arkus & Romet Group sp.z.o.o. elindította a Romet Bikes kollekciót. Ez jelentette a pegazus feliratú kerékpárok visszatérését a piacra. A 2011-es évet a Romet márka újjászületésének szimbolikus dátumaként tartják számon. Ekkor volt a legnagyobb számú kerékpármodell a kínálatban a márka alapítása óta. 2010-ben bemutatták a Romet 4E elektromos meghajtású mikroautó prototípusát, amelynek sorozatgyártása 2011-ben kezdődött.

### 2011-jelen
Jelenleg a Romet éves termelése kb. 400 ezer kerékpár, ami a teljes lengyelországi termelés 1/3-át teszi ki. A gyártás három független összeszerelősoron folyik, amelyek a modellek széles választékához igazodnak, és a speciális kerékpárok gyártásán felül. A kerékpárokat Lengyelországban gyártják – a gyárak a Debica melletti Podgrodzie-ban és az észak-lengyelországi Romet-Jastrowie-ban található központi telephelyen, valamint a Kowalewóban található logisztikai központban, összesen 65 ezer m² területen. Korábban a legtöbb kerékpárgyártó által használt vázakat Európán kívül gyártották.
2022-ben a Romet megvásárolta a Prorowery.pl 45 nagy formátumú kerékpárüzletből álló láncot. A vállalat Litvániában, Lettországban és Észtországban is nyitott képviseleti irodát.

## Termékek

### Arkus kerékpárok

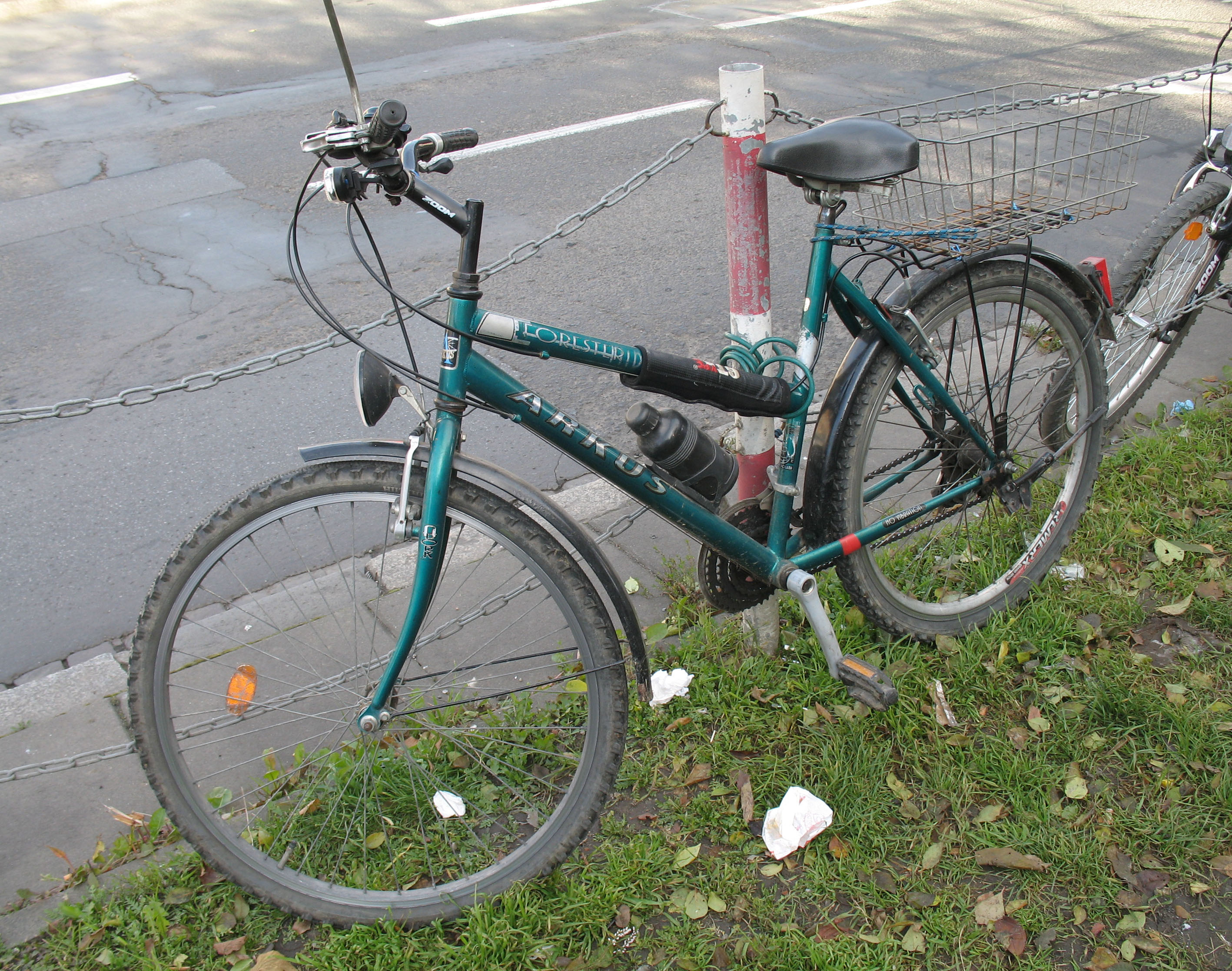
Arkus Forester kerékpár

- Art Deco lap
- Arkus Barracuda
- Arkus C1200
- Arkus City Surfer
- Arkus City Trend 301
- Arkus Classic 900
- Arkus Classic 1000
- Arkus Classic 1100
- Arkus Classic 1200
- Arkus Classic 1200 M
- Arkus Classic Junior 2
- Arkus Classic Trek
- Arkus Cross 1000
- Arkus kereszt 1100
- Arkus kereszt 1200
- Arkus Elf
- Arkus Evolution
- Arkus kifejezés
- Arkus For Woman
- Arkus Fun
- Arkus Fusion 405
- Arkus Graffiti 405
- Arkus Graffiti 505
- Arkus Harmónia
- Arkus Harmonia Drift
- Jelvénylap
- Arkus Iskra
- Julka lapja
- A kaméleon lepedő
- Arkus Kunstig
- Arkus Lite Trek M
- A kis hercegnő lap
- A Dallam lap
- Arkus Panda város
- Arkus Panda City Lux
- Arkus Pearl
- Arkus Pro Art
- Rubeola lap
- Arkus szonáta
- Arkus Sport
- Arkus stílus
- Arkus Style Lux
- Arkus T1000
- Arkus T1200
- Arkus Trekk 800
- Arkus Trekk 900
- Arkus Trekk 1000
- Arkus Trend Drift
- Arkus Trend Dirt 240
- Arkus Vip 3.0
- Arkus Vip 3.0 Fit
- Arkus Vip 4.0
- Arkus Vip 4.0 Fit
- Arkus Vip 5.0
- Arkus Vip 6.0
- Vintage lap

### Delta kerékpárok

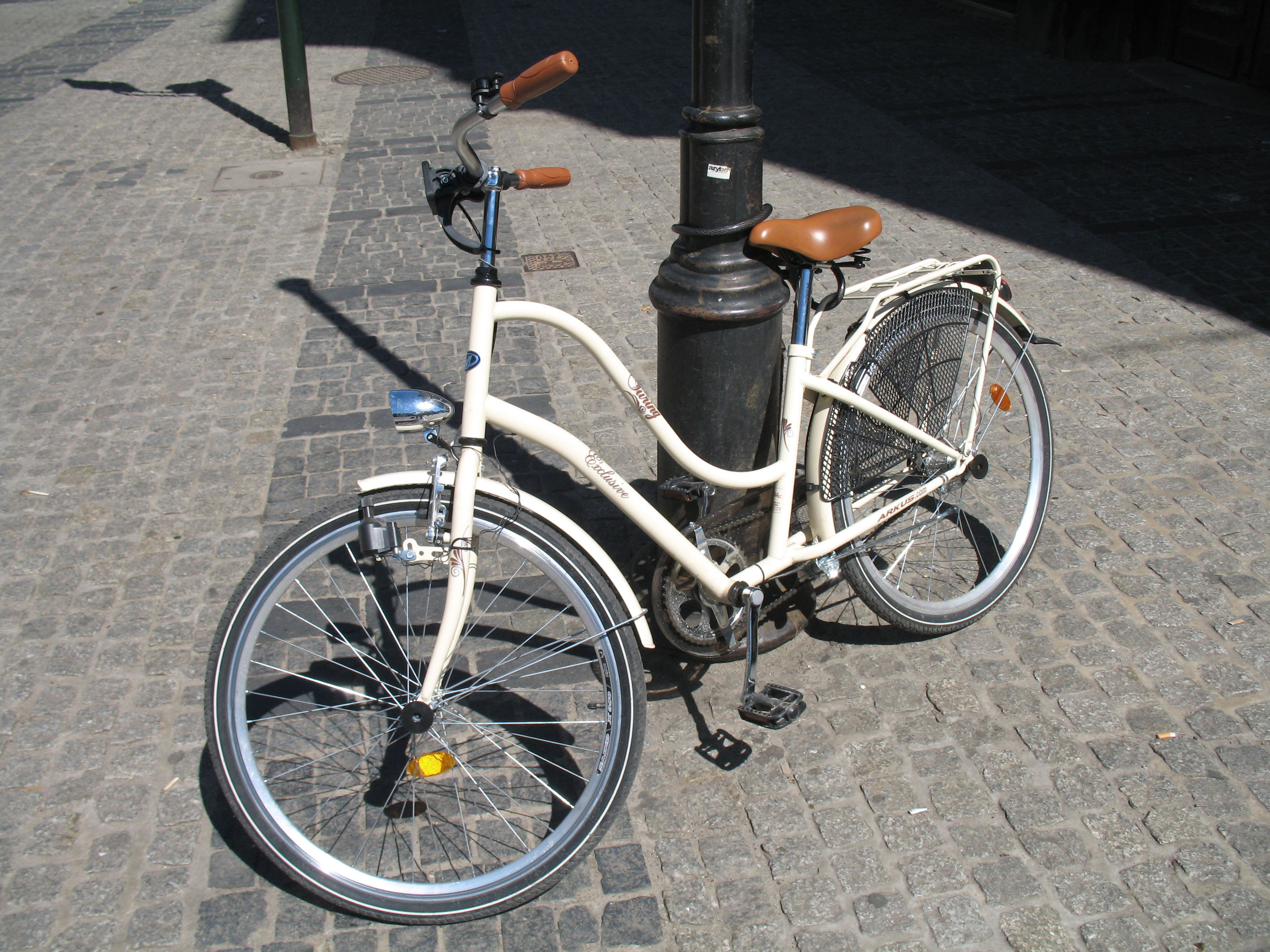
Delta Touring Exkluzív kerékpár

- Delta Diana
- Delta Dynamic 301
- Delta F1
- Delta Jubilarian
- Julka Delta
- Delta Junior Sport
- Delta Junior Sport 2HT
- Kacza Paka Delta
- Delta Kubuś
- Delta Pony
- Delta Rubeola
- Delta Salto
- Delta szonáta
- Delta Sonata Lux
- Delta Sport 205
- Delta Sport 240 HT
- Delta Sport 240 Tel
- Delta Sport 405
- Delta Sport 405 HT
- Delta Sport 505
- Detla Superkrówka
- Detla Trón
- Delta Touring exkluzív
- Delta Trend 240
- Delta Trend 240 City
- Delta Trend 301
- Delta Turing
- Delta Viola
- Delta Wagant
- Delta Wigry

### Romet kerékpárok

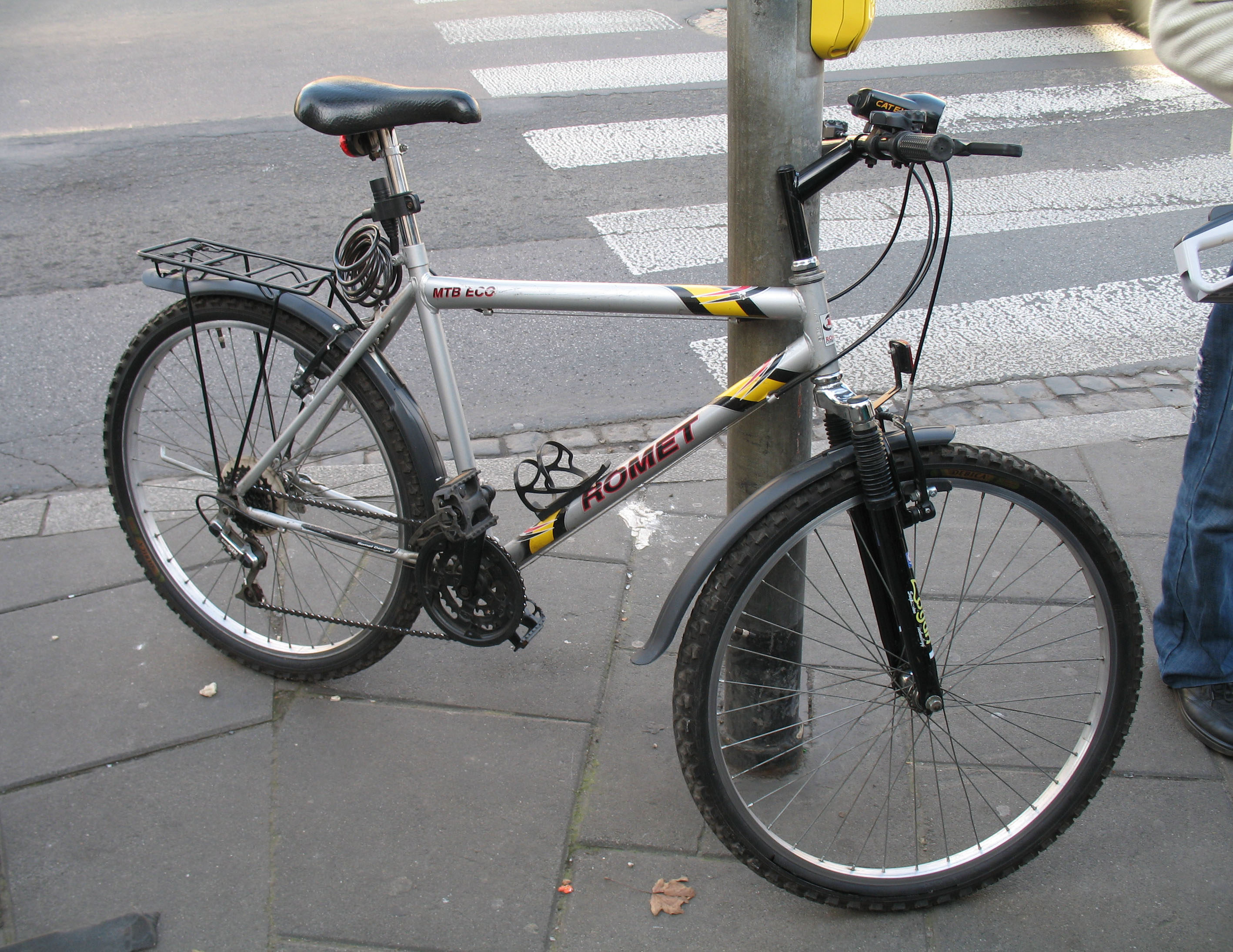
Romet MTB Eco kerékpár

- Romet 29ER
- Romet Black Jack
- Romet Butterfly
- Romet Jolene 1
- Romet Jolene 2
- Romet JR20
- Romet JR24
- Romet Mosquito 1
- Romet Mosquito 2
- Romet Pelikán
- Romet Rambler
- Romet RC500 D
- Romet RC500 M
- Romet RX500
- Romet Touring D
- Romet Touring M
- Romet angyal
- Romet Aspre
- Romet NYK
- Romet Boreas

### Univega kerékpárok

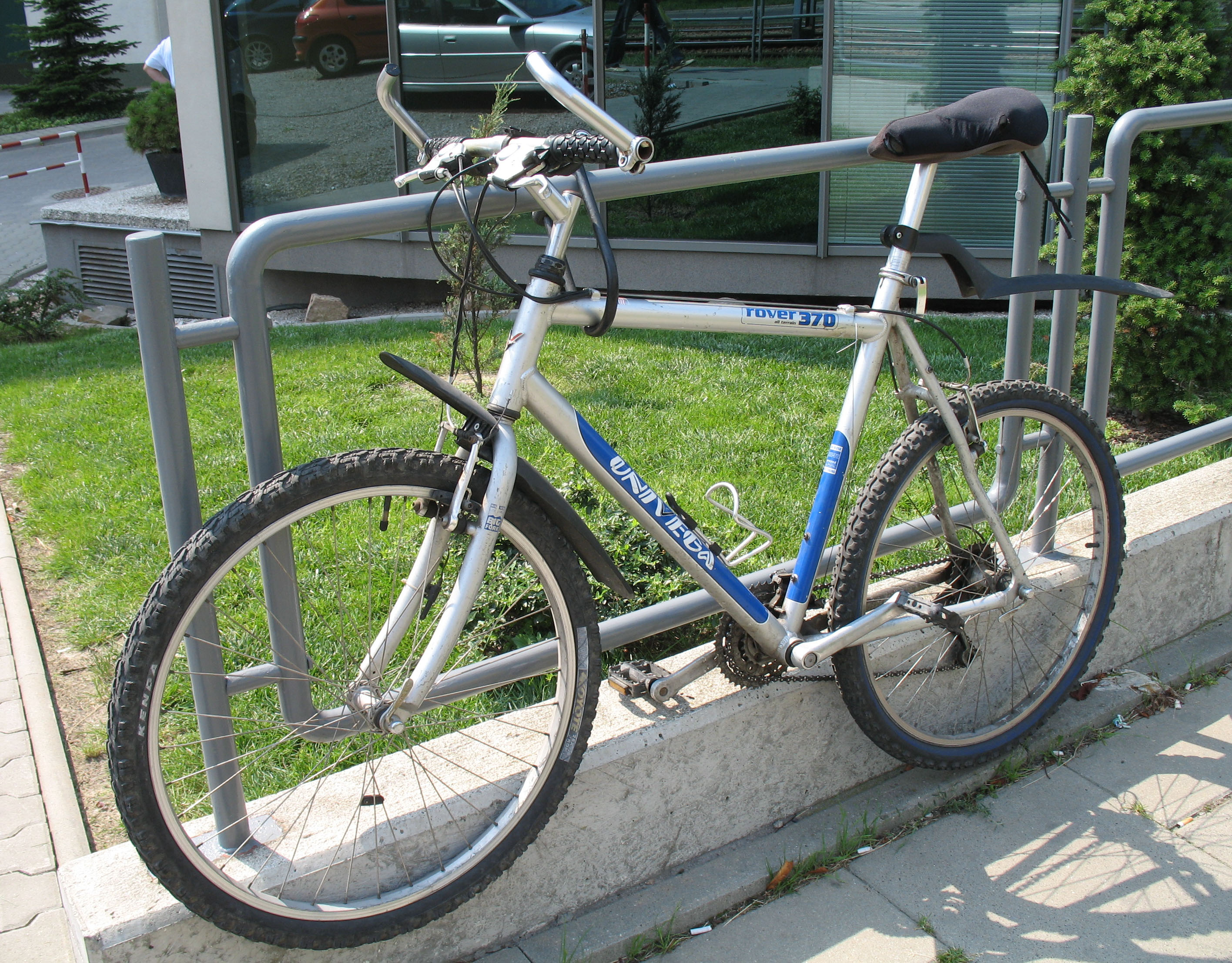
Univega Rover 370 kerékpár

- Univega Alpina HT-300
- Univega Alpina HT-500
- Univega Alpina HT-510
- Univega Alpina HT-530
- Univega Alpina HT-580
- Univega HT-UPCT X.0
- Univega SL-3
- Univega SL-5
- Univega SL-Sky
- Univega SL-UPCT
- Univega Gent 5200
- Univega Gent 5300
- Univega Geo Eight
- Univega Geo One
- Univega Geo XC
- Univega Ram BX Duke
- Univega Ram BX Dyno Steel
- Univega Ram BX Earl
- Univega Ram BX Prince
- Univega Ram ES-990
- Univega Ram XF-900
- Univega Ram XF-902
- Univega Ram XF-906
- Univega Terreno 200
- Univega Terreno 300
- Univega Terreno 330
- Univega Terreno 350
- Univega Terreno 400
- Univega Terreno 400 XXL
- Univega Terreno 900
- Univega Terreno Tandem Companion
- Univega Via Antaris Pro
- Univega Via Mountain King Team
- Univega Via Strato Pro Carbon

### Mopedek
- Romet CRS-50 (2007-2008)
- Romet CRS-50 4T (2008)
- Romet CRS-50 2T (2008)
- Romet 717
- Romet 717 2S / 2T
- Romet 727 (2007-2010)
- Romet 727 Premium
- Romet 727 S.
- Romet 737 (2007-2010)
- Romet 747 (2007-)
- Romet 700
- 747 2S / 2T
- Romet 777
- Romet C1 próbaváros 13
- Romet C1 Via City 13 / S16
- Romet EV1 (2012-2014)
- Romet E-Pony (2018-)
- Romet Ogar 202/202 FI (2014-)

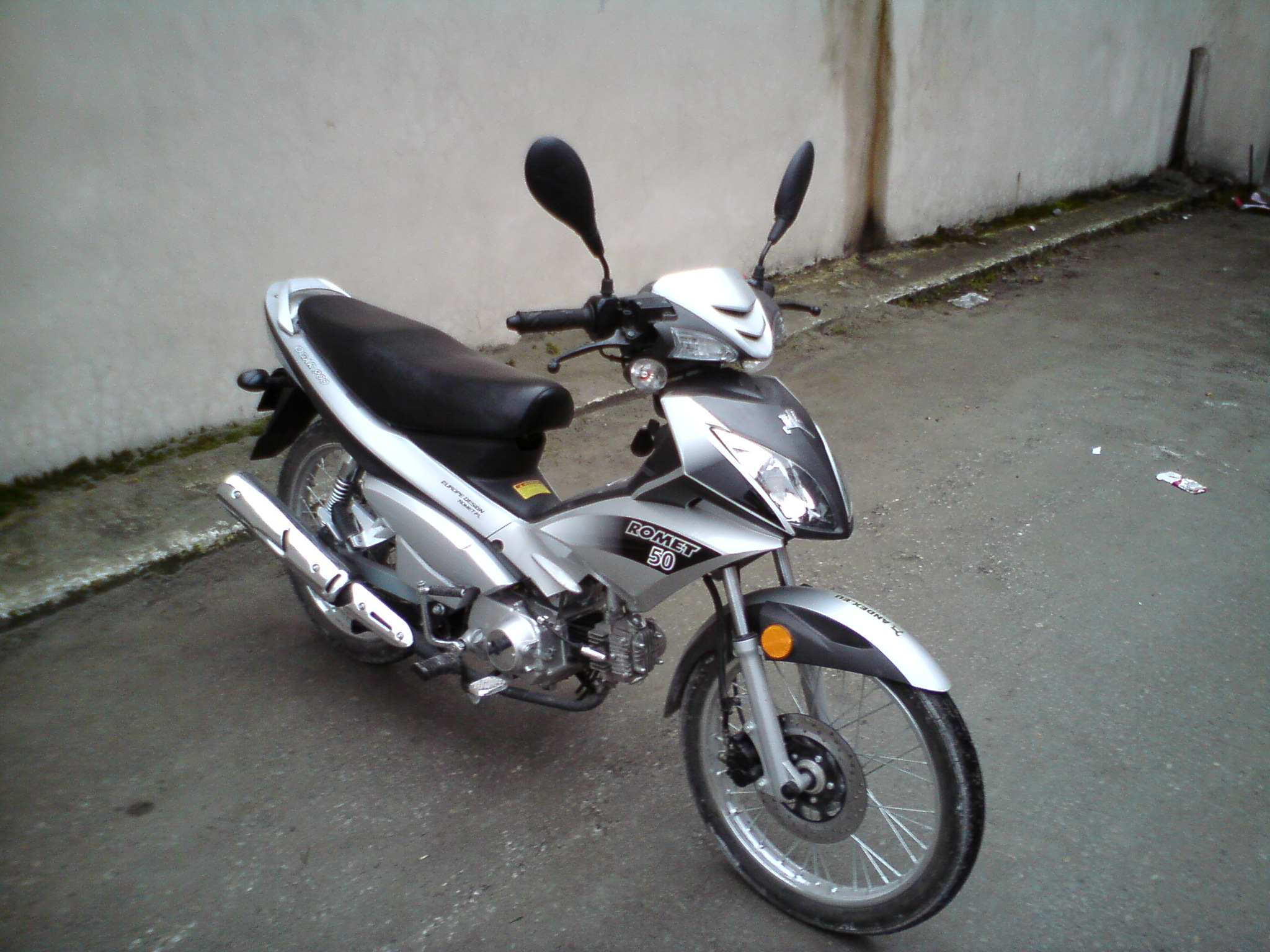
Romet Ogar 900

- Romet Ogar 900 / R-Racing (2007-2012)
- Romet Pony-50 (2007-2008)
- Romet Pony 50 (2016-)
- Romet Pony mini 50 (2018-)
- Romet Retro 50 (2007-)
- Romet RXL 50 (2007-)
- Romet White City 50 ()
- Romet Zetka 50 (2010-2017)
- Romet ZXT 50 (2016-)
- Romet Router WS 50 (2011-)

### Motorkerékpárok

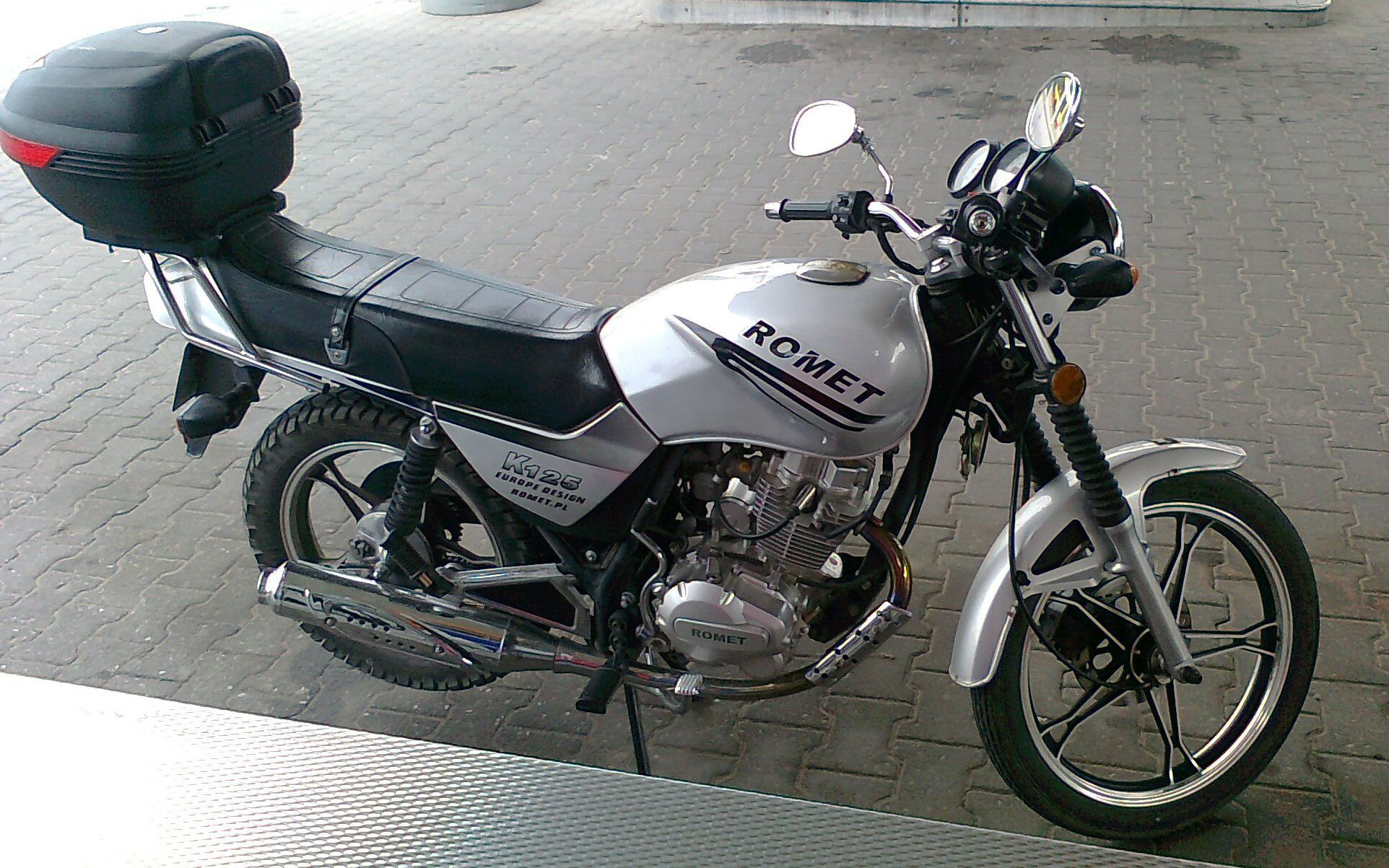
Romet K-125

- Romet ADV 250
- Romet ADV 400
- Romet CRS-200
- Romet Classic 400
- Romet Classic 400 Café Racer
- Romet JET 125
- Romet K-125 / K-125 FI
- Romet R125
- Romet R150
- Romet R250
- Romet R250V
- Romet RM-125
- Romet S-200
- Romet SCMB 125
- Romet SCMB 250
- Romet Z-125
- Romet Z-One 125
- Romet Z-One 250
- Romet Z-150
- Romet ZK-125/90
- Romet Zk-125/120
- Romet Soft Chopper

### Quadok
- ATV 110 Sport
- ATV 150 Sport
- ATV 200 Super Sport
- ATV 250 Utility

## Fordítás
Ez a szócikk részben vagy egészben  a   Romet című lengyel Wikipédia-szócikk ezen változatának fordításán alapul.  Az eredeti cikk szerkesztőit annak laptörténete sorolja fel. Ez a jelzés csupán a megfogalmazás eredetét és a szerzői jogokat jelzi, nem szolgál a cikkben szereplő információk forrásmegjelöléseként.